# Franziska Donner

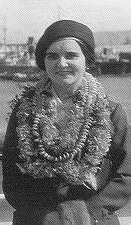
Franziska Donner, 1933

Francesca Rhee (* 15. Juni 1900 in Inzersdorf; † 19. März 1992 in Seoul) war als Gattin von Staatspräsident Rhee Syng-man von 1948 bis 1960 die erste „First Lady“ der Republik Korea.

## Richtige Schreibweise des Namens
Nach in Kopie vorliegenden Dokumenten wurde sie als Franziska Donner geboren. Sie verwendete später zeitweise die Schreibweise Franzeska Donner (auch in amtlichen Dokumenten). Ansonsten ist die häufigste Schreibweise in Korea Francesca. Auf diesen Namen sind auch fast alle ihre koreanischen Dokumente (einschließlich Reisepass) ausgestellt.

## Leben

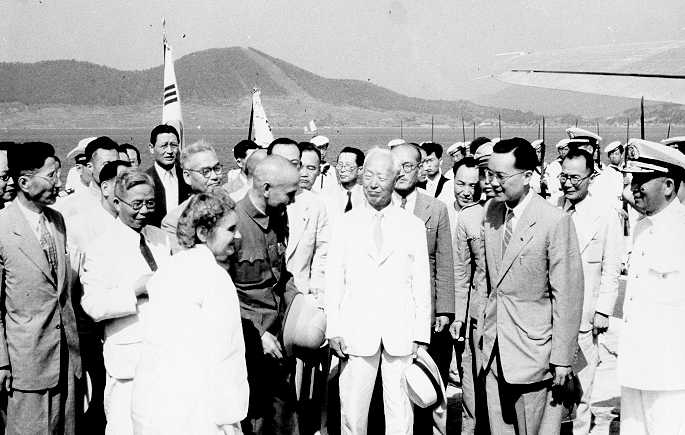
Francesca Rhee an der Seite ihres Mannes, bei einem Treffen mit Chiang Kai-shek 1949

Franziska Donner wurde in der Ortsstraße 68 (heute: Draschestraße 51) in Inzersdorf bei Wien als Tochter des Inzersdorfer Sodawasserfabrikanten Josef Donner geboren, wo sie auch die Volks- und Bürgerschule besuchte. Nach dem Besuch einer Klosterschule studierte sie Sprachen und machte den Dr. phil. Als ihr Vater starb, ließ sie sich ihr Erbe auszahlen und fing an zu reisen. Sie begann beim Völkerbund in Genf zu arbeiten, als Belle de la Société des Nations, einer Mischung aus Dolmetscherin, Diplomatin und Hostess.
Bei einem Besuch in Genf in einem Hotel lernte sie 1933 zufällig den damals 58-jährigen koreanischen Exilpolitiker Rhee Syng-man (geboren am 26. März 1875) kennen, der beim Völkerbund Unterstützung für die koreanische Unabhängigkeitsbewegung suchte. Rhee Syng-man lebte zu dieser Zeit in den USA, er war ebenfalls nur auf Besuch in Genf. Sie fanden trotz großen Altersunterschieds Gefallen aneinander, er besuchte sie kurz darauf in Österreich und machte ihr einen Heiratsantrag. Franziska Donner folgte ihm in die USA, die Eheschließung fand 1934 in New York statt, für beide war es die zweite Ehe.
Sie lebten vorerst in New York und Washington, danach vor allem auf Hawaii, wo eine große koreanische Exilgemeinde politisch aktiv war. Rhee Syng-man war führender Kopf einer koreanischen Exilregierung; Franziska arbeitete in den USA auch als seine Sekretärin beziehungsweise Assistentin, besonders bei der Vorbereitung des Buches Japan inside out (1940).
Nach der Kapitulation Japans kehrte Rhee Syng-man im Oktober 1945 mit Unterstützung der US-Regierung nach Korea zurück, Franziska folgte ihm wenige Monate später nach.
Am 3. März 1948 wurde er zum ersten Präsidenten der Republik Korea gewählt, eine Funktion, die er bis 1960 innehatte. Franziska war damit die erste „First Lady“ des Landes. Sie war bei fast allen öffentlichen Auftritten ihres Mannes anwesend, als Ausländerin in Korea damals eine Sensation.
Die übliche lateinische Schreibweise ihres Namens in Korea lautet Rhee Francesca (zum Teil auch Rhee Franzeska). Sehr häufig wird sie einfach als Lady Francesca bezeichnet. In der koreanischen Bevölkerung wurde sie Hojudaek (호주댁 / 濠洲宅) genannt. Dies bedeutet so viel wie „Frau aus Australien“. Diese irrtümliche Bezeichnung folgte aus einer Verwechslung zwischen „Australien“ (오스트레일리아 [osɯtʰɯɾɛllia] bzw. 호주 [hodzu]) und „Österreich“ (오스트리아 [osɯtʰɯɾia]).
Die erneute Wiederwahl von Rhee Syng-man 1960 war von offenen Wahlmanipulationen gekennzeichnet, der inzwischen 85-jährige Präsident zeigte außerdem deutliche Anzeichen von Senilität und wurde nach Unruhen infolge des Wahlergebnisses im Frühjahr 1960 neuerlich ins Exil nach Hawaii gezwungen. Francesca folgte ihm nach Hawaii, pflegte ihn, auch als er nach einem Schlaganfall nicht mehr sprechen konnte. Sie blieb bis zu seinem Tod am 19. Juli 1965 an seiner Seite und kehrte danach nach Österreich zurück.
Nach fünfjährigem Aufenthalt in Österreich, das sie vor über 30 Jahren verlassen hatte, kehrte Francesca 1970 nach Korea zurück. Sie lebte 1970 bis 1992 in Seoul, in Iwha-jang, im ehemaligen Haus von Rhee Syng-man, gemeinsam mit ihrem Adoptivsohn Rhee In-soo und dessen Familie. Die Adoption In-soos war kurz vor dem Tode von Rhee Syng-man in Hawaii erfolgt; Francesca hatte keine leiblichen Kinder. Das Haus in Iwha-jang ist heute als Museum eingerichtet, Rhee In-soo und seine Gattin wohnen weiterhin dort (Mai 2006).
Als Präsidentenwitwe lebte Rhee Francesca als relativ zurückgezogene Frau, die deutlich ihre Verbundenheit mit der koreanischen Kultur zeigte (sie trug fast immer koreanische Tracht, sie kochte und aß fast nur koreanisch). Sie kam ohne Personal aus, führte den gesamten Haushalt selber. Kaum verließ sie das Haus, nur immer freitags ging sie zum Friedhof, um am Grab ihres Mannes zu beten.
Das politische Erbe ihres Gatten sorgt bis heute für sehr heftige Diskussionen in der koreanischen Gesellschaft. Seine Frau hat sich dagegen einen fast durchwegs positiven Nachruf in der koreanischen Gesellschaft erhalten; ihr Bekanntheitsgrad ist immer noch hoch.
Im Jahr 2012 wurde in Wien-Donaustadt (22. Bezirk) der Franziska-Donner-Rhee-Weg nach ihr benannt; der Weg verläuft am Irissee im Donaupark, wo 2012 das Korea Kulturhaus eröffnet wurde.